# 木俣正剛
木俣 正剛（きまた せいごう、1955年（昭和30年）3月7日 - ）は、日本の編集者、ジャーナリスト。文藝春秋常務取締役を歴任後、岐阜女子大学教授、副学長・理事を経て、大阪キリスト教短期大学客員教授・OCC教育テック上席研究員を務める。

## 略歴
京都市生まれ。父は京都市会議長をつとめた木俣秋水。早稲田大学政治経済学部政治学科卒業。文藝春秋入社。『週刊文春』、月刊『文藝春秋』各編集長、第二出版局長などをへて常務取締役。2018年退社後、危機管理会社リスクヘッジ取締役。同年9月より岐阜女子大学教授、副学長・理事。専門はマスメディア論、日本語文章表現の基礎。現在は、大阪キリスト教短期大学のA保育やICT教育の実験授業のメディア宣伝担当。

## 主な取材概要

### 週刊誌記者として
- 「パチンコ疑惑」
- 「坂本弁護士失踪事件追及」（江川紹子と）

### 月刊文藝春秋編集者
- 大韓航空機事件「国家安全企画部独占インタビュー」（瀬島龍三）
- 「参謀の昭和史」（保阪正康）
- 企業トップのわが決断（浅利慶太）
- 「二醫官傅」「削除の復元」（松本清張）

### 週刊文春副編集長として
- 「野坂参三密告の手紙」（加藤昭・小林峻一）
- 「少年Aこの子を生んで」
- 「菅直人愛人疑惑」
- 「ジャニーズ性加害キャンペーン」
- 「林葉直子と永世名人の不倫疑惑」
- 「有本恵子さんほか三人の北朝鮮失踪留学生」（麻生幾）

### 週刊文春編集長
- 「『聖嶽』遺跡疑惑」[4]
- 「山崎拓愛人疑惑」
- 「田中真紀子長女離婚問題で仮処分差し止め命令を受け、二審で逆転勝利」

### 第二出版局長として
- 『東大合格生のノートは必ず美しい』（太田あや、この本はコクヨとコラボしたドット罫線ノートとともにベストセラーに）

### 月刊文藝春秋編集長として
- 「村木厚子独占手記」
- 「私は真犯人を知っている」（清水潔）
- 「田中角栄の恋文」
- 「尾崎豊の遺書」

ほか

## 著書
- 『文春の流儀』中央公論新社、2021年3月。ISBN 978-4120054105。

## 連載
- 『文春は、お嫌いですか？元編集長の懺悔録』（ダイヤモンドオンライン）